# Strange Dolls
Strange Dolls è il primo EP dei Not Moving, pubblicato dalla casa discografica Electric Eye Records nel 1982.

## Tracce
Lato A
1. Dolls
2. Wipe Out

Lato B
1. Baron Samedi
2. Make Up